# Hoplichthys acanthopleurus
Hoplichthys acanthopleurus är en fiskart som beskrevs av Regan, 1908. Hoplichthys acanthopleurus ingår i släktet Hoplichthys och familjen Hoplichthyidae. Inga underarter finns listade i Catalogue of Life.